# Caspar Georg Carl Reinwardt
Caspar Georg Carl Reinwardt (Lüttringhausen, Pruisen, 3 juni 1773 – 6 maart 1854) was een Nederlandse botanicus van Pruisische afkomst.

## Leven en werk
In 1787 kwam Reinwardt als leerling chemie naar Amsterdam, waar zijn broer J.C.M. Reinwardt werkte in een chemisch laboratorium. In Amsterdam kwam Reinwardt in contact met meerdere wetenschappers, waaronder botanicus Gerardus Vrolik. Aan het Athenaeum Illustre hield Reinwardt zich bezig met de studies chemie en botanie.
In 1800 werd hij de opvolger van Christiaan Paulus Schacht als hoogleraar chemie, natuurlijke historie en botanie aan de Universiteit van Harderwijk. Aan deze universiteit verkreeg Reinwardt eredoctoraten in de filosofie en de geneeskunde. Hij verbleef tot 1808 in Harderwijk toen Koning Lodewijk Napoleon hem de positie van directeur van zijn toekomstige botanische en zoölogische tuinen en van zijn museum aanbood. Eerst diende hij de koning in Soest en daarna in Haarlem en Amsterdam. Vlak voor de Franse Annexatie werd Reinwardt benoemd tot buitengewoon hoogleraar in de chemie en de farmacognosie (kennis van de kenmerken van de geneesmiddelen) en tot gewoon hoogleraar in de natuurlijke historie aan het Athenaeum Illustre. Hier hield hij op 5 november 1810 zijn inaugurele rede.

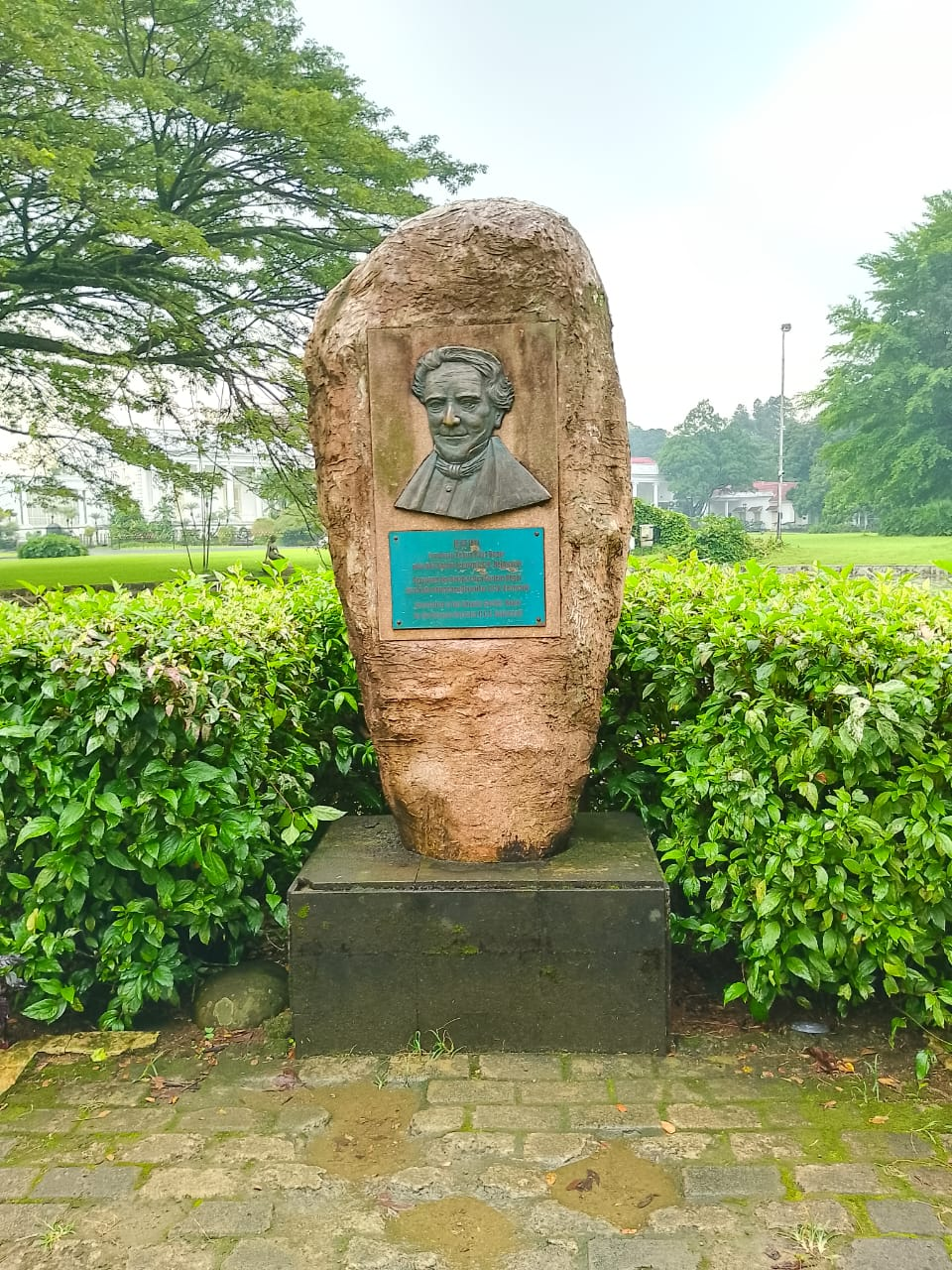
Gedenksteen voor C.G.C Reinwardt in de tuin bij het Paleis te Buitenzorg

Na de bevrijding van Nederland van de Franse overheersing wilde Nederland het contact met de Nederlandse koloniën herstellen. Reinwardt werd gevraagd om lid te worden van de koninklijke commissie voor de koloniën als directeur van landbouwkundige aangelegenheden, wetenschappen en kunsten. Op 16 april 1816 arriveerde de commissie in Batavia op Java. Reinwardt ontwikkelde het plan om in Buitenzorg (het huidige Bogor) op Java een botanische tuin te stichten met het doel om verschillende plantensoorten te kweken en onderzoek te doen. Dit plan werd goedgekeurd door de Nederlandse regering op 18 mei 1817, wat wordt gezien als de stichtingsdatum van 's Lands Plantentuin te Buitenzorg (tegenwoordig Kebun Raya Bogor). Reinwardt werd de eerste directeur van de botanische tuin. In zijn afwezigheid nam hortulanus James Hooper zijn taken waar, een functie die later werd overgenomen door Carl Ludwig Blume. Reinwardt ondernam meerdere expedities om planten te verzamelen, die werden verzonden naar de Hortus botanicus Leiden. Veel van deze planten overleefden de tocht van Java naar Nederland echter niet.
Na het overlijden van Sebald Justinus Brugmans in 1819 werd Reinwardt verzocht om de leerstoelen botanie, natuurlijke historie en scheikunde aan de Leidse universiteit en het directeurschap van de Hortus botanicus Leiden over te nemen. Hem werd echter toegestaan om tot eind 1821 in Nederlands-Indië te blijven. Hij ondernam nog een expeditie naar Timor, de Molukken en Celebes. In juni 1822 vertrok hij uiteindelijk naar Nederland om interim-hortusdirecteur en hoogleraar botanie Gerard Sandifort af te lossen. Carl Ludwig Blume werd Reinwardts opvolger als directeur van 's Lands Plantentuin. Op 22 mei 1823 werd Reinwardt geïnaugureerd als hoogleraar botanie.
In 1831 publiceerde Reinwardt een catalogus van de planten die in de Leidse Hortus groeiden. Hij telde precies 5600 soorten en variëteiten, een toename van bijna 600 sinds 1822. Met name de aantallen Australische, Chinese en Japanse planten waren toegenomen. De toename van de aantallen planten uit het Verre Oosten was te danken aan de inspanningen van von Siebold die deze planten naar de Leidse hortus liet verschepen.

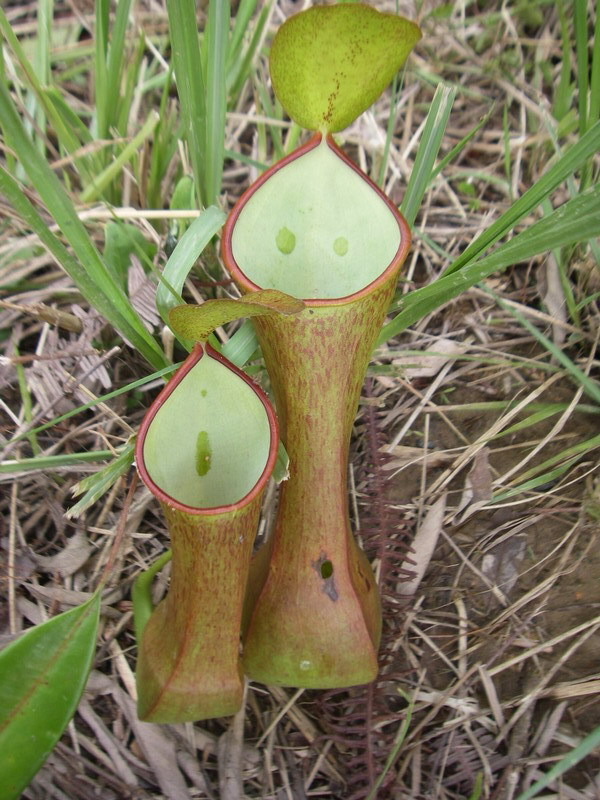
Nepenthes reinwardtiana

In 1845 ging Reinwardt met pensioen. In 1854 overleed hij. Zijn opvolger als hortusdirecteur en hoogleraar botanie was Willem Hendrik de Vriese, die een ongepubliceerd manuscript van Reinwardt als Plantae Reinwardtianae voltooide en publiceerde. Het plantengeslacht Reinwardtia is door Dumortier naar hem vernoemd. De Nepenthes-soort Nepenthes reinwardtiana is door F.A.W. Miquel naar hem vernoemd.
Ook de Reinwardt Academie, de faculteit cultureel erfgoed en museologie van de Amsterdamse Hogeschool voor de Kunsten is naar Reinwardt vernoemd evenals een geslacht van langstaartduiven uit de Molukken en Melanesië, Reinwardtoena.